# Elisa Maĸe
Elisa Gerda Kúkarnâĸ Maĸe [eˈliːsa ˈgɛɐ̯da ˌkukːɑˈnɑː(q) anˈdʁɛ:asn̩ mɑˈqi] (ny retskrivning: Elisa Gerda Kukkarnaaq Maqi; født Andreassen 16. februar 1916, død efterår 2007) var en grønlandsk forfatter og socialmedhjælper.

## Livsforløb
Elisa blev født i Kuummiit som datter af kunstneren Kârale Andreassen (1890–1934) og hans hustru, jordemoderen Johanne Kalia (1898–1973). Hun er opkaldt efter sin mormor. Hendes far havde grundlagt Kuummiit som et missionssted året før hun blev født. Den 21. september 1947 giftede hun sig med fangeren William Jakob Maĸe (1917–1986), søn af Robert og Aline. Hun fik med ham børnene Janus (født 1950), Arnaq (født 1951), Karoline (født 1952), Richardt (født 1953), Bajaat (dødt 1954) og Ulla (født 1956). Før ægteskabet havde hun to uægte børn, Kaarale (født 1939) og Anders (født 1944).
I 1933 rejste hun til København med sin familie hvor faren skulle hjælpe Knud Rasmussen med at færdiggøre filmen Palos brudefærd. Både Knud Rasmussen, der skrev manuskriptet, og Elisas far døde af influenza under filmarbejdet, og Elisa vendte til sidst tilbage til Kuummiit. I 1937 flyttede hun til Danmark, hvor hun blev barneplejerskeelev på Fuglebakkens Børnehospital. Hun supplerede med jordeuddannelse på Rigshospitalet og vendte derefter tilbage til sit hjemland, hvor hun indtil 1950 arbejdede på sygehuset i Tasiilaq. Derefter arbejdede hun for Ammassalik Kommune som socialmedhjælper i ti år. Hun endte med at arbejde i en sybutik som pelsbearbejdningskonsulent indtil 1991, inden hun gik på pension som 75-årig.
Elisa Maĸe blev betragtet som ekspert i østgrønlandske traditioner og sprog. I 1994 skrev hun sammen med den franske etnograf Catherine Enel en bog om østgrønlandsk opvækst, inspireret af sine egne ungsomsår. Andre bøger handlede om kvindehåndværk i tørvehuse og sommertelte. Hun var medlem af Blå Kors' afdeling i Tasiilaq siden stiftelsen i 1958 samt stifter og første formand for byens kvindeforening, men som hun dog forlod efter kort tid. Hun grundlagde derefter børnehjemmet Armangivat og etablerede dermed et samarbejde bl.a. med Red Barnet.
Den 21. juni 1989 modtog hun Nersornaat i sølv for sit mangeårige engagement. Hun døde i efteråret 2007 i en alder af 91.

## Bøger
- 1993: Elisa Maqe-p oqaluttuarai ammit pissamaatit („Elisa Maqe fortæller om skind og forråd“)
- 1993: Elisa Maqe-p oqaluttuarai illutoqqat tupitoqqat („Elisa Maqe fortæller om det traditionelle hus, det traditionelle telt“)
- 1994: Tunumiit mersertini oqalittuaat („Østgrønlandske børneeventyr“)